# PlayStation Productions
PlayStation Productions, LLC — американская киностудия видеоигровой и развлекательной компании Sony Interactive Entertainment.

## История
В 2019 году компания Sony заявила о создании киностудии под названием PlayStation Productions для непосредственного производства фильмов и сериалов. Особое внимание уделяется координации между Sony Pictures Entertainment и Sony Interactive Entertainment. С 2020 года производственный логотип PlayStation Originals стал использоваться для PlayStation Studios.
22 декабря 2020 года председатель и главный исполнительный директор Sony Pictures Entertainment Тони Винчикерра сообщил, что Sony работает над 3 фильмами и 7 сериалами по мотивам игровых серий PlayStation.
21 октября 2021 года был выпущен первый официальный трейлер фильма Анчартед: На картах не значится, в котором был представлен логотип студии.
26 февраля 2022 года Асад Кизильбаш рассказал о работе над 9 проектами, которые включают в себя сериал Одни из нас, Ghost of Tsushima и сериал Twisted Metal. Он также назвал фильм Анчартед: На картах не значится, «идеальным» первым проектом для PlayStation Productions.
26 мая 2022 года было подтверждено, что Sony Pictures Entertainment разрабатывает сериалы по сериям игр God of War для Amazon Prime Video, Horizon для Netflix и фильм по серии игр Gran Turismo.

## Фильмография

### Фильмы
| Название                               | Мировая премьера | На основе         | Режиссёр(ы)    | Дистрибьютор            | Совместное производство                                             | Прим.        |
| -------------------------------------- | ---------------- | ----------------- | -------------- | ----------------------- | ------------------------------------------------------------------- | ------------ |
| Анчартед: На картах не значится        | 7 февраля 2022   | Uncharted         | Рубен Флейшер  | Sony Pictures Releasing | Columbia Pictures, Atlas Entertainment, Arad Productions            |              |
| Гран Туризмо                           | 30 июля 2023     | Gran Turismo      | Нил Бломкамп   | Sony Pictures Releasing | Columbia Pictures, 2.0 Entertainment                                | [ 9 ] [ 10 ] |
| Дожить до рассвета                     | 23 апреля 2025   | Until Dawn        | Дэвид Сандберг | Sony Pictures Releasing | Screen Gems, Vertigo Entertainment, Coin Operated, Mangata Shingle  | [ 11 ]       |
| Resident Evil                          | 18 сентября 2026 | Resident Evil     | Зак Креггер    | Sony Pictures Releasing | Constantin Film                                                     | [ 12 ]       |
| Призрак Цусимы                         | TBA              | Ghost of Tsushima | Чад Стахелски  | Sony Pictures Releasing | Columbia Pictures, Sucker Punch Productions, 87Eleven Entertainment | [ 13 ]       |
| Gravity Rush                           | TBA              | Gravity Rush      | Анна Мастро    | Sony Pictures Releasing | Scott Free Productions                                              | [ 14 ]       |
| Days Gone                              | TBA              | Days Gone         | TBA            | Sony Pictures Releasing | Vendetta Productions                                                | [ 15 ]       |
| Сиквел Анчартед: На картах не значится | TBA              | Uncharted         | TBA            | Sony Pictures Releasing | Columbia Pictures                                                   | [ 16 ]       |
| Horizon                                | TBA              | Horizon           | TBA            | Sony Pictures Releasing | Columbia Pictures                                                   | [ 17 ]       |
| Helldivers                             | TBA              | Helldivers 2      | TBA            | Sony Pictures Releasing | TBA                                                                 | [ 17 ]       |

### Сериалы
| Название                   | Премьера сериала | Финал сериала | На основе         | Разработка                                | Дистрибьютор       | Совместное производство                                                                               | Прим.                              |
| -------------------------- | ---------------- | ------------- | ----------------- | ----------------------------------------- | ------------------ | --- | ---------------------------------- |
| Одни из нас                | 15 января 2023   | TBA           | The Last of Us    | Крейг Мейзин, Нил Дракманн                | HBO                | Sony Pictures Television, Naughty Dog, Word Games, The Mighty Mint                                    | [ 18 ]                             |
| Скрежет металла            | 27 июля 2023     | TBA           | Twisted Metal     | Ретт Риз, Пол Верник, Майкл Джонатан Смит | Peacock            | Sony Pictures Television, Universal Television, Artists First, Electric Avenue, Inspire Entertainment | [ 19 ] [ 20 ] [ 21 ] [ 22 ] [ 23 ] |
| God of War                 | TBA              | TBA           | God of War        | Рональд Мур                               | Amazon Prime Video | Sony Pictures Television, Amazon MGM Studios                                                          | [ 24 ]                             |
| Ghost of Tsushima: Legends | TBA              | TBA           | Ghost of Tsushima | TBA                                       | Crunchyroll        | Kamikaze Douga                                                                                        | [ 25 ]                             |

### Документальные проекты
| Название                     | Мировая премьера | Режиссёр(ы) | Дистрибьютор | Совместное производство       | Прим.         |
| ---------------------------- | ---------------- | ----------- | ------------ | ----------------------------- | ------------- |
| Хидэо Кодзима: Соединяя миры | 17 июня 2023     | Глен Милнер | Disney+      | Kojima Productions, Filmworks | [ 26 ] [ 27 ] |

## Кассовые сборы и критика

### Фильмы
| Название                        | Мировая премьера | Кассовые сборы | Бюджет   | Реакция критиков | Реакция критиков   | Реакция зрителей | Реакция зрителей | Реакция зрителей | Прим.                       |
| Название                        | Мировая премьера | Кассовые сборы | Бюджет   | Metacritic       | Rotten Tomatoes    | Rotten Tomatoes  | CinemaScore      | IMDB             | Прим.                       |
| ------------------------------- | ---------------- | -------------- | -------- | ---------------- | ------------------ | ---------------- | ---------------- | ---------------- | --------------------------- |
| Анчартед: На картах не значится | 10 февраля 2022  | $407 141 258   | $120 млн | 45 (44 рецензии) | 41% (265 рецензий) | 89% (5000+)      | B+               | 6.3/10 (282000+) | [ 28 ] [ 29 ] [ 30 ] [ 31 ] |
| Гран Туризмо                    | 30 июля 2023     | $122 076 738   | $60 млн  | 48 (47 рецензий) | 65% (228 рецензий) | 98% (2500+)      | A                | 7.1/10 (121000+) | [ 32 ] [ 33 ] [ 34 ] [ 35 ] |
| Дожить до рассвета              | 25 апреля 2025   | $49 825 802    | $15 млн  | 47 (23 рецензий) | 52% (103 рецензии) | 68% (1000+)      | C+               | 5.9/10 (16000+)  | [ 36 ] [ 37 ] [ 38 ] [ 39 ] |

### Сериалы
| Название                    | Мировая премьера | Реакция критиков | Реакция критиков   | Реакция зрителей | Реакция зрителей | Прим.                |
| Название                    | Мировая премьера | Metacritic       | Rotten Tomatoes    | Rotten Tomatoes  | IMDB             | Прим.                |
| --------------------------- | ---------------- | ---------------- | ------------------ | ---------------- | ---------------- | -------------------- |
| Одни из нас (1-й сезон)     | 15 января 2023   | 84 (44 рецензий) | 96% (487 рецензий) | 87% (10000+)     | 8.7/10 (650000+) | [ 40 ] [ 41 ] [ 42 ] |
| Скрежет металла (1-й сезон) | 27 июля 2023     | 55 (22 рецензии) | 67% (49 рецензий)  | 93% (1000+)      | 7.3/10 (31000+)  | [ 43 ] [ 44 ] [ 45 ] |
| Одни из нас (2-й сезон)     | 13 апреля 2025   | 81 (42 рецензии) | 95% (228 рецензий) | 39% (5000+)      | 6,7/10 (650000+) | [ 46 ] [ 47 ] [ 48 ] |